# Derry GAA

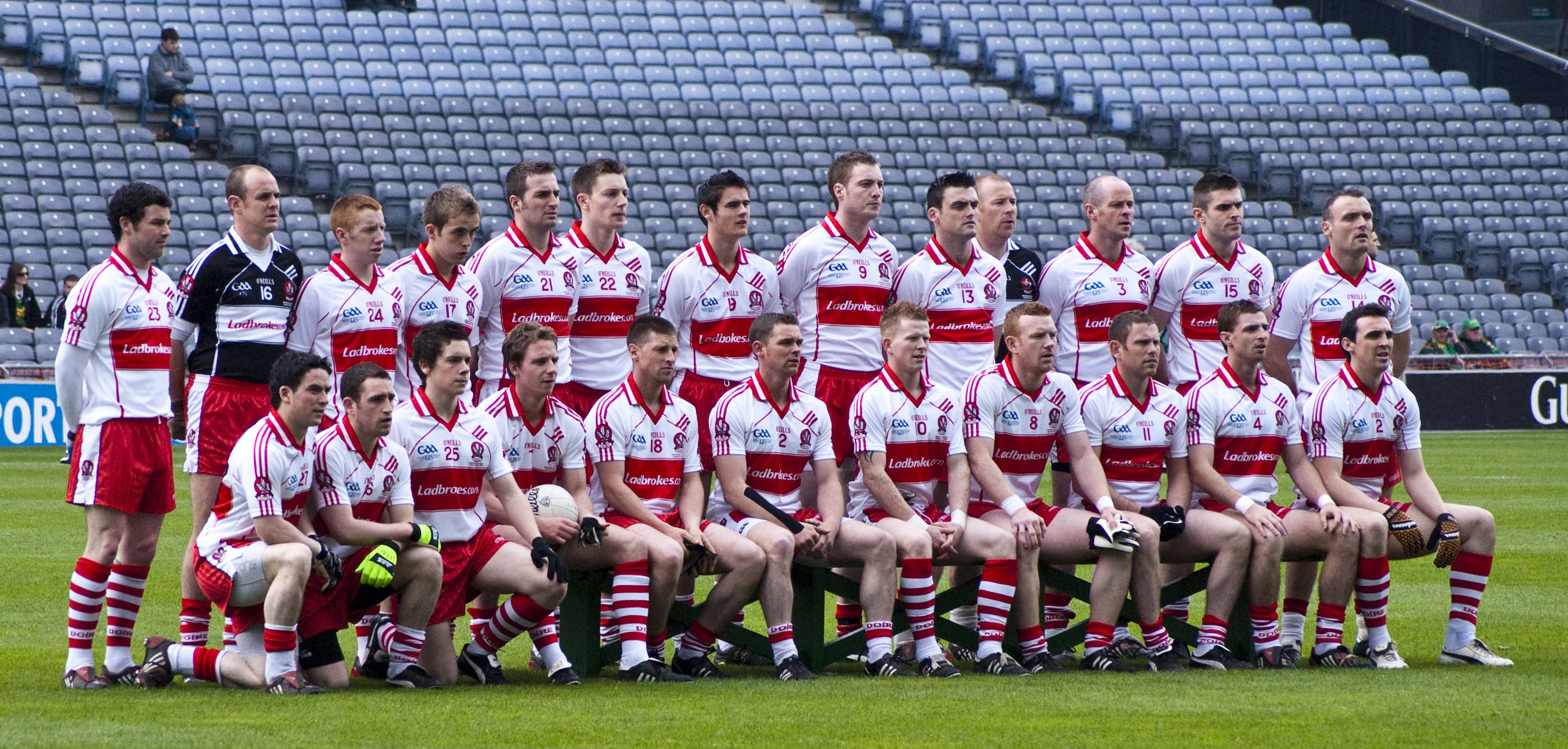
La squadra di calcio gaelico di Derry finalista nel 2009

Il Derry County Board, più conosciuto come Derry GAA, è uno dei 32 county board irlandesi responsabile della promozione degli sport gaelici nella contea di Derry e dell'organizzazione dei match della propria rappresentativa (Derry GAA è usato anche per indicare le franchigie degli sport gaelici della contea) con altre contee. 
Lo sport principale è il calcio gaelico e il massimo successo della franchigia consiste nella vittoria dell'All-Ireland Senior Football Championship del 1993. Oltre a quello la squadra si è aggiudicata sei National Football League e sette Ulster Senior Football Championships. La franchigia dell'hurling ha vinto quattro titoli provinciali.

## Storia
Quello di Derry fu l'ultimo dei 32 county boards irlandesi a nascere ufficialmente (1932) anche se disputavano tornei provinciali sin dal 1904. Lo stadio principale della squadra è il Celtic Park di Derry.

## Calcio gaelico
Nel 1947 la squadra vinse la sua prima National Football League battendo in finale a Croke Park Clare, grazie ad uno dei più bei goal di sempre siglato da Francie Niblock. 11 anni dopo la squadra vinse il suo primo titolo provinciale e nello stesso anno, a sorpresa, batté in semifinale all'All-Ireland Kerry salvo poi venire sconfitta nella finale da Dublino. Quella degli anni 90 fu la decade più vittoriosa della contea: oltre al titolo All-Ireland vinto nel 1993 si aggiudicò due titoli provinciali (1993, 1998) e tre National football leagues (1992, 1995, 1996). Nel nuovo millennio la squadra ha vinto altre due National Leagues (2000 e 2008) ma nessun titolo provinciale visto l'emergere ad altissimi livelli di Tyrone e Armagh.

### Titoli

#### Livello Senior
- All-Ireland Senior Football Championship: 1
  - 1993
- National Football League Championship: 6
  - 1947, 1992, 1995, 1996, 2000, 2008
- Ulster Senior Football Championship: 7
  - 1958, 1970, 1975, 1976, 1987, 1993, 1998
- Dr. McKenna Cup: 10
  - 1947, 1954, 1958, 1960, 1969, 1970, 1971, 1974, 1993, 1999
- Dr. Lagan Cup: 5
  - 1945, 1947, 1950, 1953, 1959,
- Ulster Junior Football Championship: 7
  - 1945, 1950, 1953, 1955, 1964, 1967, 1969

#### Under 21
- All-Ireland Under-21 Football Championship: 2
  - 1968, 1997
- Ulster Under-21 Football Championship: 7
  - 1967, 1968, 1976, 1983, 1986, 1993, 1997

#### Giovanili
- All-Ireland Minor Football Championship: 4
  - 1965, 1983, 1989, 2002
- Ulster Minor Football Championship: 14
  - 1965, 1969, 1970, 1980, 1981, 1983, 1984, 1986, 1989, 1990, 1995, 2000, 2002

#### Scuole
- All-Ireland Vocational Schools Championship: 3
  - 1979, 1980, 1981

## Hurling
Nonostante sia lo sport meno importante, l'hurling, che ha comunque perso popolarità nel corso del tempo, è praticato a buoni livelli e il buon numero di vittorie della franchigia della contea lo attesta.

### Titoli

#### Senior
- Nicky Rackard Cup: 1
  - 2006
- All-Ireland Senior B Hurling Championship: 1
  - 1996
- Ulster Senior Hurling Championship: 4
  - 1902/3?, 1908, 2000, 2001.
- All-Ireland Junior Hurling Championship: (2)
  - 1975, 1982
- Ulster Intermediate Hurling Championship: (1)
  - 1997
- Ulster Junior Hurling Championship: (3/4?)
  - 1974, 1975, 1984, 1997??[senza fonte]

#### Under 21
- Ulster Under-21 Hurling Championship: 6
  - 1986, 1987, 1993, 1997, 2007, 2008

#### Giovanili
- Ulster Minor Hurling Championship: 9
  - 1973/4?, 1979, 1980, 1981, 1982, 1983, 1990, 1991, 2001.

### Livello intermedio
- Ulster Intermediate Hurling Championship: 1
  - 1997

## Club
Derry GAA fa da capo a 40 club: 32 di calcio gaelico, 6 duali e 2 di hurling. Il torneo della contea, chiamato Derry Senior Football Championship è molto competitivo tantoché è considerato come il più difficile da pronosticare visto che ci sono varie squadre (in genere Ballinderry, Bellaghy, An Lúb, Slaughtneil e Glenullin) che sono in grado di vincerlo. Il livello piuttosto alto attrae spettatori anche dalle contee vicine (soprattutto Tyrone) e fa della contea una delle poche in cui vi è maggiore interesse per i club che per la propria rappresentativa. La squadra che si aggiudica il torneo accede all'Ulster Senior Club Football Championship e se vince disputa l'All-Ireland Senior Club Football Championship. Le squadre Bellaghy, Lavey e Ballinderry hanno vinto il titolo nazionale.